# Игнатьевская (Лузский район)
 Игнатьевская  — деревня в Лузском муниципальном округе Кировской области.

## География
Расположена на расстоянии примерно 5 км по прямой на юг-юго-восток от районного центра города Луза на левобережье реки Луза.

## История
Известна с 1620 года как починок Новой или Игнатовская с 4 дворами, в 1765 году (деревня Игнатьевская) 14 душ мужского пола. В 1859 году здесь дворов 11 и жителей 58, в 1926 30 и 134, в 1989 8 жителей . До конца 2020 года находилась в составе Лузского городского поселения.

## Население
Постоянное население составляло 2 человека (русские 100%) в 2002 году, 0 в 2010.